# Vorsicht vor Leuten
Vorsicht vor Leuten ist eine deutsche Fernsehfilm-Komödie aus dem Jahr 2015, basierend auf der gleichnamigen Romanvorlage von Ralf Husmann. In den Hauptrollen spielen Charly Hübner und Michael Maertens zwei sich eher zufällig treffende Charaktere, die es mit der Wahrheit im Leben – jeder auf seine besondere Weise – nicht ganz so ernst nehmen.

## Handlung
Lorenz Brahmkamp, ein kleiner Angestellter im Bauamt bei der Stadt Osthofen, schlawinert sich mit kleineren Lügen und Halbwahrheiten durch sein Leben. Seine Frau Katrin möchte dies nicht länger mitmachen und zieht kurzerhand zu einem Bekannten, mit dem sie auch tanzt. Auf der Arbeit möchte sein Chef den eher arbeitsscheuen Lorenz schon fast entlassen. Also muss sich endlich etwas ändern. Um Katrin zurückzugewinnen, setzt er sich eines Abends die drei folgenden Ziele: seinen Job zu sichern, abzunehmen und ehrlich zu werden.
Am nächsten Tag bietet er seinem Chef an, sich um das größte Bauprojekt der Region, den Megapark, zu kümmern. Dieser soll auf dem Gebiet der alten Kiesgrube entstehen, bei deren Schließung Lorenz damals schon dabei war. Lorenz fährt zur Villa von Alexander Schönleben, der als Bauherr fungiert und um Investoren aus der Gegend buhlt. Beide Männer finden sich irgendwie sympathisch, so lädt Schönleben Lorenz zum Investorentreffen ins beste Restaurant der Stadt ein. Lorenz stellt fest, dass Schönleben nicht immer die Wahrheit sagt. In Wirklichkeit ist er ein Hochstapler, der versucht, die Menschen um ihr Geld zu prellen. Als Lorenz bei einer Werbeveranstaltung in der Kiesgrube von einem Golfball am Kopf getroffen wird und benommen ein paar frei assoziierte Sätze von sich gibt und Schönleben beschimpft, denkt dieser, er wäre durchschaut worden. Als sich Lorenz am nächsten Tag bei Schönleben wegen der Situation entschuldigen möchte, ertappt er diesen, wie er eine Investorin belügt. Schönleben schlägt vor, dass er sich erkenntlich zeigen wird, wenn Lorenz ihn unterstützt. Als die Investorin abspringt und ihr Geld zurückhaben möchte, braucht Schönleben Geld. Dies möchte er auf Mallorca erbeuten, Lorenz soll ihn dabei unterstützen, er könne auch seine Frau mitbringen.
Lorenz fliegt mit Katrin auf die Ferieninsel und beide wohnen dort bei Schönleben und seiner Lebensgefährtin Teresa. Um an Geld zu gelangen, stellt Schönleben „Zu-verkaufen“-Schilder an Häusern auf und versucht, diese an reiche Leute zu verkaufen, die lieber bar zahlen, um es an der Steuer vorbeizuschleusen. Lorenz spielt dabei meist die Rolle eines weiteren interessierten Käufers, um die Entscheidung der anderen zu forcieren. Sie sind dabei ziemlich erfolgreich und Lorenz kann seiner Katrin endlich wieder etwas bieten. Als sie einem älteren deutschen Rentnerehepaar ein Haus andrehen möchten, hat Lorenz Skrupel. Sie vertagen die Entscheidung und wollen stattdessen um die Wette schwimmen. Gewinnt Lorenz, dann verkaufen sie nicht. Er gewinnt tatsächlich, doch jetzt erfährt Lorenz, dass Schönleben die Häuser gar nicht besitzt. Bei einem Handgemenge im Wasser schlägt Schönleben mit einem Kopf gegen den Felsen, Lorenz rettet den Verletzten und bringt ihn ins Krankenhaus.
Während Schönleben sich erholt, bringt Lorenz einiges über ihn in Erfahrung und sieht, dass Schönleben immer wieder Investoren mit zwielichtigen Projekten übers Ohr gehauen hat. Als sich das Rentnerehepaar bei ihm meldet, weil sie doch kaufen möchten, trifft er sich erneut mit ihnen. Lorenz ist immer noch etwas hin- und hergerissen, nachdem er an der Garderobe das Schild „Vorsicht vor Leuten!“ sieht, entscheidet er sich dafür, dem Ehepaar das Geld abzunehmen. Schönleben kommt zurück aus dem Krankenhaus und sie beschließen, die Aktion in Osthofen zu Ende zu bringen.
Zurück in Deutschland spielen beide ihr Spiel weiter. Es gelingt ihnen tatsächlich, die Investoren zu überzeugen. Lorenz hat ganz neue Pläne, er möchte Schönleben beteiligen, nicht umgekehrt; es kommt zum Streit zwischen beiden. Am Abend kommt Katrin zu Lorenz, sie hätte das Tanzen abgesagt und wolle ausgehen. Lorenz hat einen teuren Wagen geleast, mit dem er weiter Eindruck bei Katrin schinden kann. Als beide die Wohnung verlassen, spricht ein Journalist auf den Anrufbeantworter, dass etwas, das Lorenz der Zeitung in einem Interview erzählt hat, nicht zutreffen würde. Er solle ihn zurückrufen.

## Produktion
Die Dreharbeiten zu dem Film fanden vom 11. Juni 2014 bis 15. Juli 2014 in Berlin und auf Mallorca statt. Der Film wurde zum ersten Mal im Fernsehen am 25. Februar 2015 im Ersten ausgestrahlt. Charly Hübner ist auch im richtigen Leben mit Lina Beckmann verheiratet, der Darstellerin der Filmehefrau des von Charly Hübner gespielten Hauptdarstellers.

## Rezeption

### Kritiken
Das Lexikon des internationalen Films urteilt: „Amüsante, moderat bissige (Fernseh-)Komödie mit versierten Darstellern.“
In seiner Kritik auf tittelbach.tv öffnet Rainer Tittelbach mit folgender Beschreibung: „Phlegmatischer Wahrheitsverbieger trifft auf notorischen Hochstapler, Aktenmann auf Lebemann, Kleindenker auf Großdenker.“ Er beschreibt den Film als „eine fein nuancierte Gesellschaftssatire der beiläufigen Art. Nach außen komisch und kurzweilig, im Kern doppelbödig und mit sozialer Relevanz. Zwei Männer in einer liebevollen Abhängigkeit. Zwei Schauspieler in Paraderollen: Charly Hübner macht da weiter, wo er in „Bornholmer Straße“ aufgehört hat und Michael Maertens ist eine Entdeckung fürs TV!“. Er vergibt 5,5 von möglichen 6 Sternen.

### Einschaltquoten
Die Erstausstrahlung am 25. Februar 2015 sahen 3,75 Millionen Zuschauer. Dies entsprach einem Marktanteil von 11,51 Prozent.